# Фарнија (Катанцаро)
Фарнија је насеље у Италији у округу Катанцаро, региону Калабрија.
Према процени из 2011. у насељу је живело 96 становника. Насеље се налази на надморској висини од 379 м.